# Proscovia Nabbanja
Proscovia Nabbanja là một nhà địa chất học Uganda và là giám đốc điều hành công ty, là Giám đốc điều hành (Upstream) của Công ty dầu quốc gia Uganda, kể từ tháng 11 năm 2016. Trước đó, cô từng là Chuyên gia địa chất cao cấp tại Cục Thăm dò và Sản xuất Dầu khí (PEPD), thuộc Bộ Năng lượng và Phát triển Khoáng sản Uganda, người phụ nữ đầu tiên nắm giữ vị trí đó.

## Bối cảnh và giáo dục
Cô được đào tạo tại Đại học Makerere, trường đại học công lập lâu đời nhất và lớn nhất của Uganda, tốt nghiệp Cử nhân Khoa học Địa chất và Hóa học. Sau đó, cô lấy bằng Thạc sĩ Khoa học ngành Địa chất Dầu khí, từ Đại học Khoa học, Công nghệ và Y học Hoàng gia, tại London, Vương quốc Anh. [2] Bà cũng có bằng Thạc sĩ Quản trị Kinh doanh do Trường Kinh doanh Imperial College trao tặng, lấy năm 2017. Chứng chỉ Quản lý Dầu khí Quốc tế, Dầu khí được Viện Quản lý Dầu khí trao tặng, tại Austin, Texas, Hoa Kỳ.

## Nghề nghiệp
Nabbanja được PEPD thuê vào năm 2000, ngay tại trường đại học Makerere, là nhân viên kỹ thuật nữ đầu tiên được tuyển dụng ở đó. Trong những năm qua, cô được thăng chức và đến tháng 5 năm 2013, cô đã được xếp hạng cao cấp về Địa chất học. Trong khả năng đó, cô giám sát một nhóm các chuyên gia xem xét các đề xuất kỹ thuật từ các công ty dầu mỏ, trên tất cả các vấn đề liên quan đến giếng dầu. Dữ liệu mà nhóm của cô thu thập được sử dụng để ước tính lượng dầu và khí đốt nằm dưới mặt đất trong quốc gia này. Trong khoảng thời gian mười chín tháng, từ tháng 4 năm 2015 cho đến tháng 10 năm 2016, Nabbanja từng là Quyền Địa chất chính tại PEPD, sau đó cô đã gia nhập UNOC.